# 퍼피 구조대 더 무비
《퍼피 구조대 더 무비》(영어: PAW Patrol: The Movie)는 2021년 공개된 캐나다와 미국의 애니메이션 영화이다.

## 출연
- 이언 아미티지 - 체이스 역
- 마사이 마틴 - 리버티 역
- 론 파도 - 험딩어 시장 / 캡틴 터봇 역
- 야라 샤히디 - 켄드라 윌슨 역
- 킴 카다시안 - 델로레스 역
- 랜들 박 - 버치 역
- 댁스 셰퍼드 - 루벤 역
- 타일러 페리 - 거스 역
- 지미 키멀 - 마티 머크레이커 역
- 윌 브리스빈 - 라이더 역
- 키건 헤들리 - 러블 역
- 릴리 바틀램 - 스카이 역
- 킹슬리 마셜 - 마셜 역
- 캘럼 쇼니커 - 로키 역
- 셰일 사이먼스 - 주마 역

## 한국어
- 정선혜: 라이더
- 신용우: 체이스
- 김새해: 리버티, 굿웨이 시장
- 엄상현: 러블, 해리스
- 박지윤: 스카이
- 문남숙: 마셜
- 전숙경: 주마
- 은영선: 로키, 카르멘
- 사성웅: 험딩어
- 전태열: 부치
- 정재헌: 마티 머그래커, 토니, 로켓